# Chaetostomella
Chaetostomella is een geslacht van insecten uit de familie van de Boorvliegen (Tephritidae), die tot de orde tweevleugeligen (Diptera) behoort.

## Soorten
- C. baezi Merz, 2000
- C. cylindrica: Gebandeerde composietenboorvlieg (Robineau-Desvoidy, 1830)
- C. rossica Hendel, 1927
- C. steropea (Rondani, 1870)
- C. undosa (Coquillett, 1899)
- C. zhuravlevi Bassov, 2000